# Liangtun (köpinghuvudort i Kina, Liaoning Sheng, lat 40,21, long 122,52)
Liangtun är en köpinghuvudort i Kina. Den ligger i provinsen Liaoning, i den nordöstra delen av landet, omkring 190 kilometer sydväst om provinshuvudstaden Shenyang. Antalet invånare är 26 295. Befolkningen består av 12 750 kvinnor och 13 545 män. Barn under 15 år utgör 12,0 %, vuxna 15-64 år 76 %, och äldre över 65 år 11,0 %.
Runt Liangtun är det ganska tätbefolkat, med 222 invånare per kvadratkilometer. Närmaste större samhälle är Wanfu, 8,4 km söder om Liangtun. Trakten runt Liangtun består till största delen av jordbruksmark.
Genomsnittlig årsnederbörd är 1 033 millimeter. Den regnigaste månaden är juli, med i genomsnitt 314 mm nederbörd, och den torraste är januari, med 8 mm nederbörd.